# Ondine (film, 2009)
Pour les articles homonymes, voir Ondine (homonymie).
Pour plus de détails, voir Fiche technique et Distribution.
Ondine est un film romantique irlandais, écrit et réalisé par Neil Jordan, sorti en 2009.

## Synopsis
Syracuse (Colin Farrell), pêcheur irlandais, découvre une femme (Alicja Bachleda-Curuś) dans son filet de pêche. Elle dit s'appeler Ondine. Sa fille Annie (Alison Barry) en vient à croire que la femme est une selkie, tandis que Syracuse tombe éperdument amoureux. Dans le mythe celtique, une selkie est capable de devenir humaine en enlevant son manteau, et peut revenir à son état premier en le remettant. Cependant, comme tous les contes de fées, l'enchantement et les ténèbres vont de pair. Annie espère que Ondine est venue vivre sur la terre pendant 7 ans et qu'elle peut utiliser son vœu de Selkie pour guérir son insuffisance rénale. Quand Ondine est à bord du bateau de pêche de Syracuse, les filets et casiers à homards remontent incroyablement pleins. Toutefois, étant irlandais, Syracuse se méfie de sa chance.

## Fiche technique
Sauf indication contraire, les informations mentionnées dans cette section peuvent être confirmées par la base de données cinématographiques IMDb,  présente dans la section « Liens externes ».

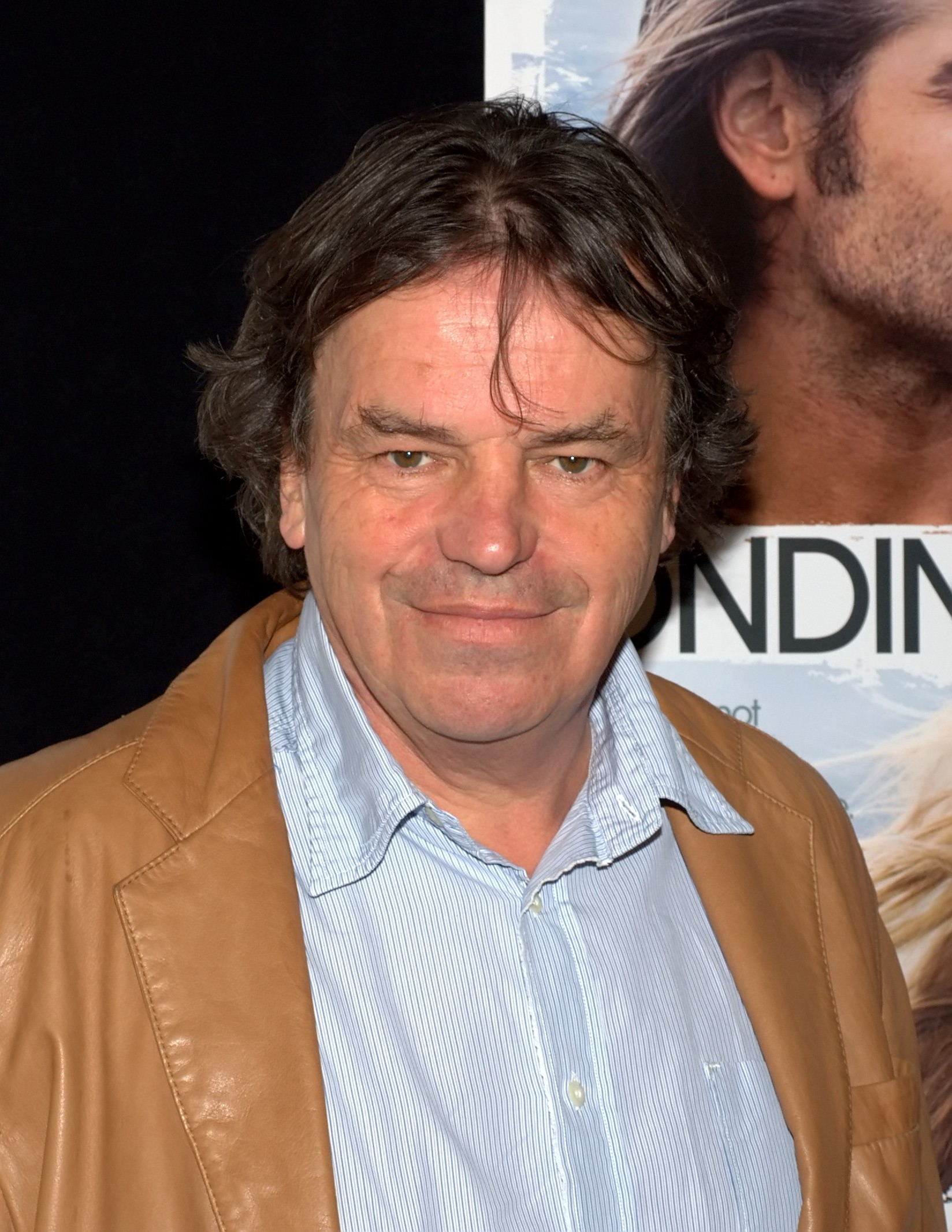
Neil Jordan posant à côté de l'affiche du film lors du festival de Tribeca.

- Titre original et français : Ondine
- Réalisation et scénario : Neil Jordan
- Musique : Kjartan Sveinsson
- Direction artistique : Mark Lowry
- Décors : Judy Farr, Anna Rackard
- Costumes : Eimer Ni Mhaoldomhnaigh
- Photographie : Christopher Doyle
- Montage : Tony Lawson
- Production : Ben Browning, James Flynn, Neil Jordan
- Sociétés de production : Irish Film Board, Octagon Films, Little Wave Productions, RTÉ, Start Motion Pictures, Wayfare Entertainment
- Sociétés de distribution : Magnolia Home Entertainment, Paramount Pictures, UGC
- Sociétés d'effets spéciaux : Team FX, Framestore, Windmill Lane Pictures
- Budget de production  : 12 000 000 $
- Pays de production :  Irlande,  États-Unis
- Langues originales : anglais, français, roumain
- Format : couleurs - 1,85:1 - 35 mm - DTS/Dolby Digital
- Genre : drame, fantastique, romance
- Durée : 111 minutes
- Dates de sortie :
  - Canada : 14 septembre 2009 (Festival du film de Toronto)
  - France : 25 août 2010
  - Irlande : 5 mars 2010
  - États-Unis : 4 juin 2010

## Distribution
- Colin Farrell (VFB : Michelangelo Marchese ; VQ : Martin Watier) : Syracuse
- Alicja Bachleda-Curuś (VFB : Marcha Van Boven ; VQ : Mélanie Laberge) : Ondine
- Dervla Kirwan (VQ : Lisette Dufour) : Maura
- Don Wycherley : Kettle
- Emil Hoștină (en) (VQ : Pierre Auger) : Vladic
- Alison Barry (en) (VQ : Claudia-Laurie Corbeil) : Annie
- Tony Curran (VQ : Louis-Philippe Dandenault) : Alex
- Jacob O'Reiley : Dr Hannon
- Stephen Rea (VQ : Jacques Lavallée) : le prêtre
- Marion O'Dwyer (en) : l'infirmière

## Production

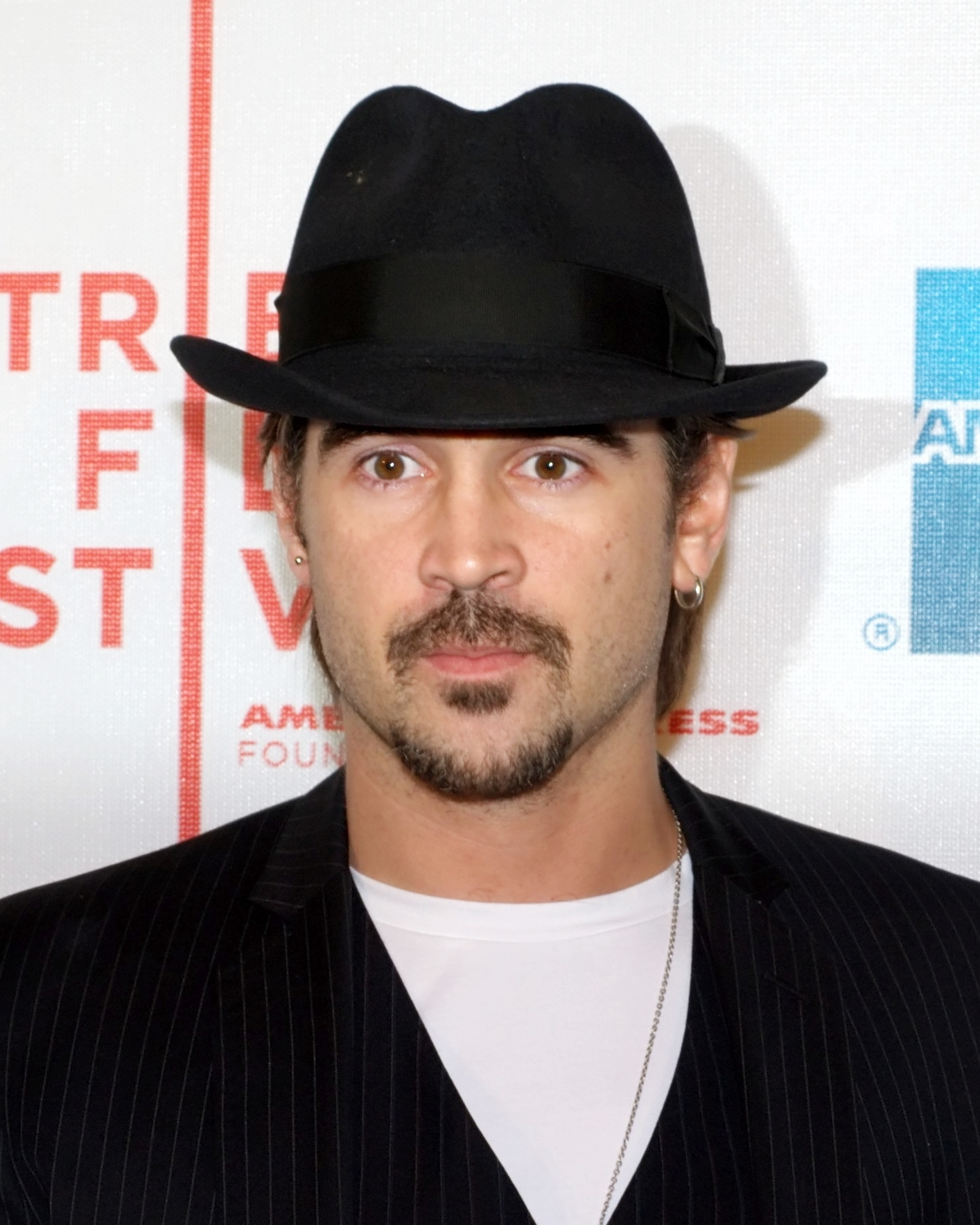
L'acteur principal Colin Farrell à la première de Ondine au TIFF 2010.

Le tournage du film a commencé le 18 juillet 2008, à Castletownbere et s'est achevé le 6 août 2008. Plusieurs scènes ont été tournées en Irlande qui comprennent Puleen Harbour, les phares de Roancarrigmore et d'Ardnakinna, la péninsule de Beara, la baie de Bantry et l'île de Bere.

## Accueil

### Accueil critique
Ondine a reçu des critiques plutôt positives. Il obtient 70 % d'avis positifs sur Rotten Tomatoes, sur la base de 97 commentaires collectées et en  a d'ailleurs conclu : « Défectueux mais charmant, Ondine réaffirme le don de l'écrivain et réalisateur Neil Jordan pour le mythe, la magie et l'émerveillement. » Sur Metacritic, il obtient une note moyenne de 65/100, sur la base de 21 commentaires collectées, ce qui lui permet d'obtenir le label « Avis généralement favorables » et est évalué à une moyenne de 2,8/5 sur Allociné à partir de l'interprétation de 17 critiques de presse.

« Dans Ondine, Neil Jordan mêle réalisme social et légendes éternelles. »

— Marie-Noëlle Tranchant, Le Figaro, 25 août 2010.

« Pour peu qu'on se laisse embarquer par le très convaincant Colin Farrel et imprégner par la rudesse des paysages du comté de Corke, on appréciera ce conte moderne dont l'intrigue est plutôt bien charpentée. »

— Hubert Lizé, Le Parisien, 25 août 2010.

« Ondine relève d'une pointe, haute et piquante. Outre sa magie principale, le film est ponctué de petits charmes pas du tout annexes (…). »

— Gérard Lefort, Libération, 25 août 2010.

« Naïf et candide mais évitant la mièvrerie, le film oscille entre fable et comédie sentimentale tout en ménageant une place à l'humour et à la fantaisie, notamment dans les relations entre le père et la fille qui forment un duo bancal, attachant et tendre. Les paysages irlandais, tout en nuances brumeuses ou éclatantes de bleu gris marin, de verts des prairies et des sous-bois, donnent un décor somptueux à ce conte moderne. »

— Corinne Renou-Nativel, La Croix, 27 août 2010.
Le Washington Post décrit même le film « comme un merveilleux conte de fées contemporain », tout comme le Los Angeles Times, qui prend note de la qualité « de rechange, de rêve » du film tout en ne tarissant pas d'éloges sur le photographe Christopher Doyle. Le quotidien américain ajoute également que « Neil Jordan utilise la poussée et l'attraction entre la vie réelle et la légende pour explorer les idées de maladies sociales, de rétribution, de justice, de liens familiaux et de miracles à un âge où il semble qu'il n'y en a pas ».

## Distinctions
| Date               | Distinction                                | Catégorie                             | Nom                                      | Résultat   |
| ------------------ | ------------------------------------------ | ------------------------------------- | ---------------------------------------- | ---------- |
| 20 février 2010    | ITFA Awards                                | Meilleur acteur                       | Colin Farrell                            | Lauréat    |
| 20 février 2010    | ITFA Awards                                | Meilleure actrice dans un second rôle | Dervla Kirwan                            | Lauréat    |
| 20 février 2010    | ITFA Awards                                | Meilleurs décors                      | Anna Rackard                             | Lauréat    |
| 20 février 2010    | ITFA Awards                                | Meilleur son                          | Brendan Deasy, Tom Johnson, Sarah Gaines | Lauréat    |
| 20 février 2010    | ITFA Awards                                | Meilleur film                         | Neil Jordan, James Flynn                 | Nomination |
| 20 février 2010    | ITFA Awards                                | Meilleur réalisateur                  | Neil Jordan                              | Nomination |
| 20 février 2010    | ITFA Awards                                | Meilleure scénario                    | Neil Jordan                              | Nomination |
| 20 février 2010    | ITFA Awards                                | Meilleurs costumes                    | Eimer Ni Mhaoldomhnaigh                  | Nomination |
| 12 au 20 juin 2010 | Festival international du film de Shanghai | Meilleure photographie                | Christopher Doyle                        | Lauréat    |
| 12 au 20 juin 2010 | Festival international du film de Shanghai | Meilleur film                         | Neil Jordan                              | Nomination |
| 14 décembre 2010   | SDFCS Awards                               | Meilleur acteur                       | Colin Farrell                            | Lauréat    |
| 14 décembre 2010   | SDFCS Awards                               | Meilleur scénario original            | Neil Jordan                              | Nomination |